# 特莎·帕金森
特莎·帕金森（英語：Tessa Parkinson，1986年9月22日—），生于西澳大利亚州珀斯，澳大利亚女子帆船运动员。她曾代表澳大利亚参加2008年夏季奥林匹克运动会帆船比赛，获得女子470级双人艇金牌。